# Фонтанеле (Парма)
Фонтанеле (итал. Fontanelle) је насеље у Италији у округу Парма, региону Емилија-Ромања.
Према процени из 2011. у насељу је живело 638 становника. Насеље се налази на надморској висини од 34 м.